# Baz Luhrmann
Mark Anthony Luhrmann (Sídney, Nueva Gales del Sur, 17 de septiembre de 1962), conocido como Baz Luhrmann, es un actor, director, guionista y productor de cine australiano. Es un ejemplo contemporáneo de un autor por su estilo y su profunda participación en la escritura, dirección, diseño y componentes musicales de todo su trabajo. Es el director australiano más exitoso comercialmente, con cuatro de sus películas entre las diez películas australianas más taquilleras de todos los tiempos.
Es conocido por ser el creador de la trilogía de The Red Curtain compuesta por Strictly Ballroom, Romeo + Julieta y, en especial, Moulin Rouge, así como por ser el director de las exitosas El gran Gatsby, Australia y Elvis.

## Biografía
Luhrmann nació en el estado de Nueva Gales del Sur (Australia) el 17 de septiembre de 1962. Hijo de una maestra de baile y de Leonard Luhrmann (un agricultor que falleció el primer día en que Baz rodaba la película Moulin Rouge). Luhrmann asistió al St. Joseph's Hasting Regional School, al Port Macquarie de 1975 a 1978 y al Sydney Grammar School. Su apodo "Baz" se le dio debido a su parecido con Basil Brush.
Es muy buen amigo de los actores australianos Hugh Jackman y Nicole Kidman y del escritor y actor Craig Pearce con quien ha trabajado en Moulin Rouge, Romeo + Julieta y Strictly Ballroom.
Luhrmann se casó el 26 de enero de 1997 con Catherine Martin, que ha sido la diseñadora de producción en todas sus películas. El 10 de octubre de 2003 dieron la bienvenida a su hija Lillian "Lilly" Amanda Luhrmann en Sídney y el 8 de junio del 2005 dieron la bienvenida a su hijo William Alexander Luhrmann.

## Carrera
Tras una discreta carrera como actor comenzada en la década de 1970, alcanzó fama internacional con producciones de Hollywood en los años 1990. Su primer éxito de taquilla fue Strictly Ballroom (1993), con Paul Mercurio, Tara Morice y Bill Hinter. Tres años más tarde adaptó a William Shakespeare de forma novedosa y moderna con éxito de crítica y público en Romeo y Julieta (1996), con Leonardo DiCaprio y Claire Danes.
Su mayor éxito hasta el momento ha sido Moulin Rouge (2001), con Nicole Kidman y Ewan McGregor, un musical con canciones de The Beatles, Madonna, Elton John, Nirvana y Queen, entre otros. También ha realizado montajes de ópera como La Bohème así como anuncios publicitarios, siendo el más conocido el realizado para el perfume Chanel Nº5 junto a Nicole Kidman.
En diciembre de 2008 se estrenó su filme Australia (2008), protagonizado por Nicole Kidman y Hugh Jackman, con mucho éxito en la taquilla internacional.
En 2013 estrenó El gran Gatsby, una adaptación de la novela homónima de F. Scott Fitzgerald con Leonardo DiCaprio como Jay Gatsby, Amitabh Bachchan como Meyer Wolfsheim, Carey Mulligan como Daisy Buchanan, Tobey Maguire como Nick Carraway, Joel Edgerton como Tom Buchanan y la actriz australiana Elizabeth Debicki como Jordan Baker. El filme consiguió un éxito muy notable en su estreno estadounidense e internacional.
En 2016 hizo la serie The Get Down para Netflix junto al guionista Shawn Ryan. La serie se remonta al Bronx de la década de los setenta y muestra un New York lleno de mafias, música disco y grafitis. De igual manera, se aborda el nacimiento del hip-hop como respuesta al tortuoso estilo de vida al que se ven sometidos los personajes. En agosto de 2016 se estrenaron los primeros seis episodios en Netflix pero en mayo del 2017 anunciaron el fin de la serie sin dar motivos de cancelación.
En 2022 estrenó la película Elvis, basada en la vida del cantante Elvis Presley. Tuvo como protagonistas a Austin Butler como Elvis Presley y a Tom Hanks como el Coronel Tom Parker.

## Filmografía
| Año  | Película          | Director | Productor | Guionista | Otros | Notas |
| ---- | ----------------- | -------- | --------- | --------- | ----- | --- |
| 1992 | Strictly Ballroom | Sí       | No        | Sí        | Sí    | Participó en la banda sonora (Rumba de burros).                                                                         |
| 1996 | Romeo + Juliet    | Sí       | Sí        | Sí        | No    | |
| 2001 | Moulin Rouge!     | Sí       | Sí        | Sí        | Sí    | Participó en la banda sonora (The Pitch y El Tango de Roxanne).                                                         |
| 2008 | Australia         | Sí       | Sí        | Sí        | Sí    | Participó en la banda sonora.                                                                                           |
| 2013 | El gran Gatsby    | Sí       | Sí        | Sí        | Sí    | Participó en la banda sonora como productor (Over The Love). Camarero (cameo sin acreditar). Nominado al premio Grammy. |
| 2022 | Elvis             | Sí       | Sí        | Sí        | No    | |

## Premios y distinciones
Premios Óscar
| Año  | Categoría      | Película      | Resultado |
| ---- | -------------- | ------------- | --------- |
| 2002 | Mejor película | Moulin Rouge! | Nominado  |

Otros
| Año  | Categoría                                              | Premio                         | Serie             | Resultado |
| ---- | ------------------------------------------------------ | ------------------------------ | ----------------- | --------- |
| 2023 | Best Film                                              | Academy Awards                 | Elvis             | Nominado  |
| 2009 | Best Film                                              | FCCA Award                     | Australia         | Nominado  |
| 2008 | Best Original Song                                     | Satellite Award                | Australia         | Nominado  |
| 2008 | Best Screenplay, Original                              | Satellite Award                | Australia         | Nominado  |
| 2002 | AFI Movie of the Year                                  | AFI Film Award                 | Moulin Rouge      | Nominado  |
| 2002 | Best Film                                              | BAFTA Film Award               | Moulin Rouge      | Nominado  |
| 2002 | Best Screenplay - Original                             | BAFTA Film Award               | Moulin Rouge      | Nominado  |
| 2002 |                                                        | David Lean Award for Direction | Moulin Rouge      | Nominado  |
| 2002 | Best Non-American Film                                 | Bodil                          | Moulin Rouge      | Nominado  |
| 2002 | Best Director                                          | Critics Choice Award           | Moulin Rouge      | Ganador   |
| 2002 | Best Director                                          | CFCA Award                     | Moulin Rouge      | Nominado  |
| 2002 | Best Foreign Film                                      | César Award                    | Moulin Rouge      | Nominado  |
| 2002 | Outstanding Directorial Achievement in Motion Pictures | DGA Award                      | Moulin Rouge      | Nominado  |
| 2002 | Best Director                                          | Empire Award                   | Moulin Rouge      | Ganador   |
| 2002 | Best Director                                          | FCCA Award                     | Moulin Rouge      | Ganador   |
| 2002 | Best Screenplay - Original                             | FCCA Award                     | Moulin Rouge      | Nominado  |
| 2002 | Best Director - Motion Picture                         | Golden Globe                   | Moulin Rouge      | Nominado  |
| 2002 | Best Director - Foreign Film                           | Silver Ribbon Award            | Moulin Rouge      | Nominado  |
| 2002 | Best Director                                          | OFCS Award                     | Moulin Rouge      | Nominado  |
| 2002 | Motion Picture Producer of the Year                    | PGA Award                      | Moulin Rouge      | Ganador   |
| 2002 |                                                        | Sonny Bono Visionary Award     | Moulin Rouge      | Ganador   |
| 2002 | Best Director                                          | PFCS Award                     | Moulin Rouge      | Nominado  |
| 2002 | Best Non-American Film                                 | Robert Award                   | Moulin Rouge      | Ganador   |
| 2002 | Best Director                                          | Golden Satellite Award         | Moulin Rouge      | Ganador   |
| 2002 | Best Screenplay, Original                              | Golden Satellite Award         | Moulin Rouge      | Nominado  |
| 2002 | Best Director                                          | VFCC Award                     | Moulin Rouge      | Ganador   |
| 2002 | Best Screenplay Written Directly for the Screen        | WGA Award (Screen)             | Moulin Rouge      | Nominado  |
| 2001 | Most Creative Use of Existing Material on a Soundtrack | World Soundtrack Award         | Moulin Rouge      | Ganador   |
| 2001 |                                                        | Golden Palm                    | Moulin Rouge      | Nominado  |
| 2001 | Best Direction                                         | AFI Award                      | Moulin Rouge      | Nominado  |
| 2001 | Best Film                                              | AFI Award                      | Moulin Rouge      | Nominado  |
| 2001 |                                                        | Screen International Award     | Moulin Rouge      | Ganador   |
| 2001 |                                                        | Hollywood Movie of the Year    | Moulin Rouge      | Ganador   |
| 2001 | Best Direction                                         | IF Award                       | Moulin Rouge      | Nominado  |
| 2001 | Best Feature Film                                      | IF Award                       | Moulin Rouge      | Nominado  |
| 1999 |                                                        | Byron Kennedy Award            | Romeo + Julieta   | Ganador   |
| 1998 | Best Screenplay - Adapted                              | BAFTA Film Award               | Romeo + Julieta   | Ganador   |
| 1998 |                                                        | David Lean Award for Direction | Romeo + Julieta   | Ganador   |
| 1998 | Director of the Year                                   | ALFS Award                     | Romeo + Julieta   | Nominado  |
| 1997 |                                                        | Best Foreign Film Award        | Romeo + Julieta   | Nominado  |
| 1997 |                                                        | Alfred Bauer Award             | Romeo + Julieta'  | Ganador   |
| 1997 |                                                        | Golden Berlin Bear             | Romeo + Julieta   | Nominado  |
| 1997 |                                                        | Screen International Award     | Romeo + Julieta   | Nominado  |
| 1994 | Best Film                                              | Golden Precolumbian Circle     | Strictly Ballroom | Nominado  |
| 1993 | Best Film                                              | BAFTA Film Award               | Strictly Ballroom | Nominado  |
| 1993 | Best Screenplay - Adapted                              | BAFTA Film Award               | Strictly Ballroom | Nominado  |
| 1993 | Newcomer of the Year                                   | ALFS Award                     | Strictly Ballroom | Ganador   |
| 1993 |                                                        | Golden Aphrodite               | Strictly Ballroom | Ganador   |
| 1993 | Best Foreign Film                                      | Robert Award                   | Strictly Ballroom | Ganador   |
| 1992 |                                                        | People's Choice Award          | Strictly Ballroom | Ganador   |
| 1992 |                                                        | Most Popular Film              | Strictly Ballroom | Ganador   |
| 1992 | Best Director                                          | AFI Award                      | Strictly Ballroom | Ganador   |
| 1992 | Best Screenplay, Original or Adapted                   | AFI Award                      | Strictly Ballroom | Ganador   |
| 1992 | Foreing Film                                           | Award of the Youth             | Strictly Ballroom | Ganador   |